# John Haugland
John Haugland (* 23. září 1946 Stavanger) je bývalý norský automobilový závodník. Svou kariéru soutěžního jezdce zahájil v roce 1964 na voze Škoda (Škoda Octavia). Vozům Škoda zůstal věrný - s výjimkou asi 3 startů na jiných vozech - po celou sportovní kariéru.

## Sportovní kariéra
Jeho kariéra řidiče v motoristických závodech trvala od roku 1965 do roku 1990 (se Škodou téměř 25 let) včetně období pěti roků (od roku 1967), kdy závodil i na okruzích. Začal jako učeň a automechanik u norského importéra značky ŠKODA, F.E. Dahl & Co AS. Zajímal ho motorsport a tato společnost měla soutěžní tým s vozy Škoda Octavia Touring Sport. To jej inspirovalo a tehdy se rozhodl, že by chtěl být závodním nebo soutěžním jezdcem. Začal s modelem Škoda Octavia Touring Sport, který si sám připravil pro soutěže. Od roku 1966 začal jezdit s modelem Škoda 1000 MB, který si připravil pro okruhové závody na šotolině a na ledu.
Od roku 1969 jezdil soutěžním vozem Škoda 1100 MB s motorem 1 150 cm³ v úpravě pro skupinu B5 a vyhrál s ním dva okruhové závody a závody do vrchu. Upoutal pozornost jak automobilky Škoda, tak PZO Motokov. Dostal pozvánku, aby za tovární tým Škoda startoval v šestihodinovce na Nürburgringu v letech 1970-1971 a potom ještě odjel Austrian Alpine Rally a Tour d’Europe v roce 1971. V obou soutěžích Haugland vyhrál svoji třídu a celkově obsadil na 6. a 4. místo.
Na soutěžích od roku 1972 po nabídce Motokovu byl oficiální jezdec týmu Škoda Motorsport. Jako tovární jezdec týmu Škoda se v sedmdesátých a osmdesátých letech účastnil i řady soutěží mistrovství světa. Brzo začal vítězit nejenom v Norsku a ve Skandinávii. Se Škodou 120 S zvítězil v Norsku na zimních soutěžích Spesial-Løp 1975 a Nattbakkeløp 1975. Na Š 130 RS třikrát vyhrál Barum rallye (1976, 1979, 1980) a 3x i Rallye Škoda v letech 1977, 1979, 1980).
Mezi roky 1973 a 1990 zaznamenal 32 startů v mistrovství světa v rallye (WRC). První start zaznamenal v roce 1973 na Rallye Monte Carlo a poslední o 17 let později na RAC Rallye 1990. Ve WRC 4x skončil v první desítce v absolutním pořadí. Ve švédské rallye (International Swedish Rally) na Škodě 110 L v roce 1973 skončil na 8. místě, o 2 roky později na této rallye se Škodou 120 S obsadil 7. místo a se Škodou 130 RS na finské Rally 1000 jezer (Jyväskylän Suurajot - Rally of the 1000 Lakes) byl v roce 1977 desátý. Potom to krátce zkusil i na jiných vozech. S Datsunem 160J byl na švédské rallye v roce 1979 na 9. místě. Na "cizích" vozech zaznamenal v letech 1966-1990 pouze 3 starty. Na přelomu let 1978-9 startoval jednou na Triumph TR7 V8 a dvakrát s Datsunem. Během soutěžní kariéry zaznamenal více než 100 vítězství ve třídě, zejména v 70. a 80. letech.
Jeho navigátory nejčastěji byli Nor Petter Vegel, Švéd Jan-Olof Bohlin a Angličané Booby Willis a Arild Antonsen. Řadu soutěží odjel s Němkou Monikou Eckardtovou.

## Profesní dráha
Po celou svou kariéru závodil ve vozech Škodě od modelu Octavia Touring Sport až po model Škoda Favorit (Škoda 781). V té době se živil v Norsku jako dealer automobilů Škoda. Spolupráci s mladoboleslavskou automobilkou ukončil v roce 1991 po převzetí automobilky Škoda do koncernu Volkswagen.

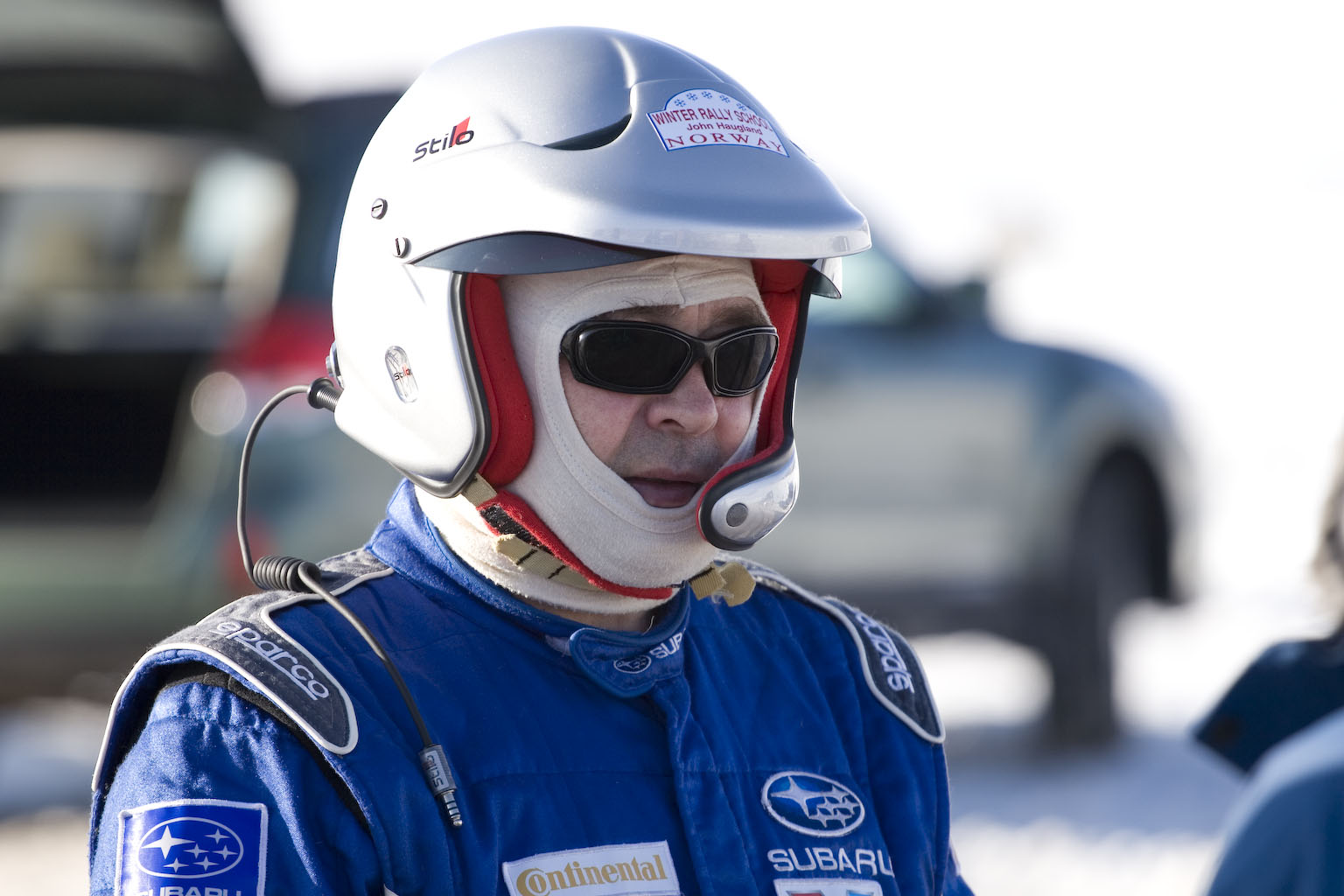
John Haugland v overalu Subaru (2010)

V letech 1991-1995 pracoval pro Nissan Motorsport Europe na soutěžích WRC a v zákaznické podpoře ve společnosti na pronájmy rallye automobilů. Dále to byly práce spojené s vývojem typu Chrysler Neon pro závodní okruhy a současně byl koordinátorem poháru Neon Racing Cup, který se jezdil v Norsku na závodních okruzích (1995-1998). V letech 2000-2004 pracoval na vývoji vozu Nissan Almera GTI pro skupinu N a působil jako koordinátor poháru Nissan Rally Cup v Norsku. V období 2004-2009 byl koordinátorem norského poháru Peugeot Super Cup Norway. Potom pracoval i pro Subaru a pro jejich soutěže a okruhové závody. V letech 2009 a 2010 v norském poháru zvítězil na voze Subaru Impreza WRX STi na Rally Sørland 2009 a v roce 2010 skončil dvakrát druhý i Andreas Mikkelsen.
Po ukončení kariéry provozuje od roku 1990 ve městě Geilo letní školu pro rallyové jezdce a také zimní rallyovou školu v Spydebergu. Haugland je v této škole jediným instruktorem. Provozuje ji společně s manželkou Julií. Vedou kurzy pro jezdce rallye a závodníky, kteří se chtějí zlepšovat, hlavně na sněhu a ledu, což je pro ně optimální nástroj k tomu, aby byli lepší na všech površích. Za téměř 30 let činnosti vyškolili asi 1700 řidičů ze 46 různých zemí. Mezi jezdci, kteří navštěvovali jeho rallyovou školu, patří Petter Solberg, Richard Burns, Alister McRae, Martin Rowe, Mark Higgins, Guy Wilks a Luke Pinder a také Roman Kresta.
Teprve v roce 2006 zavítal opět do Mladé Boleslavi a účastnil se s veteránskou Škodou 130 RS, kterou si v roce 1983 koupil přes Motokov, akce na ukončení soutěžní sezony v ČR, Setkání mistrů. V roce 2014 a 2015 byl čestným hostem výstavy Legendy. Na to navázal v letech 2016-7 a 2019 účastí na soutěži Rallye Praha Revival se Škodou 130 LR, kde mu navigátorkou byla také manželka Julie. Se Škodou Auto spolupracuje i v druhé dekádě 21. století v rámci projektu Škoda Classic, protože je prostě potřeba pamětník a znalec "z éry před Volkswagenem".